# 養老静江
養老 静江（ようろう しずえ、1899年〈明治32年〉11月16日 - 1995年〈平成7年〉3月22日）は、日本の医師。次男は解剖学者で東京大学名誉教授の養老孟司。

## 概要
神奈川県津久井郡（現在の相模原市）出身。
神奈川県立横浜第一高等女学校を経て、東京女子医学専門学校卒業。
1936年、鎌倉市で小児科を開業。94歳まで診療を続けた。
はじめに弁護士と結婚して二児をもうけるが、10歳年下の男性と恋愛をして、離婚、再婚をした。
1994年、荻野吟子賞を受賞。
1997年、田嶋陽子は養老静江にインタビューをした内容をもとに『女の大老境』という書籍を著す。
2020年、堀越英美によって著された『スゴ母列伝』に養老静江のことが取り上げられている。

## 著書
- ひとりでは生きられない : 紫のつゆ草-ある女医の95年[6]
- 紫のつゆ草 : ある女医の90年[6]